# 西菲爾德學院

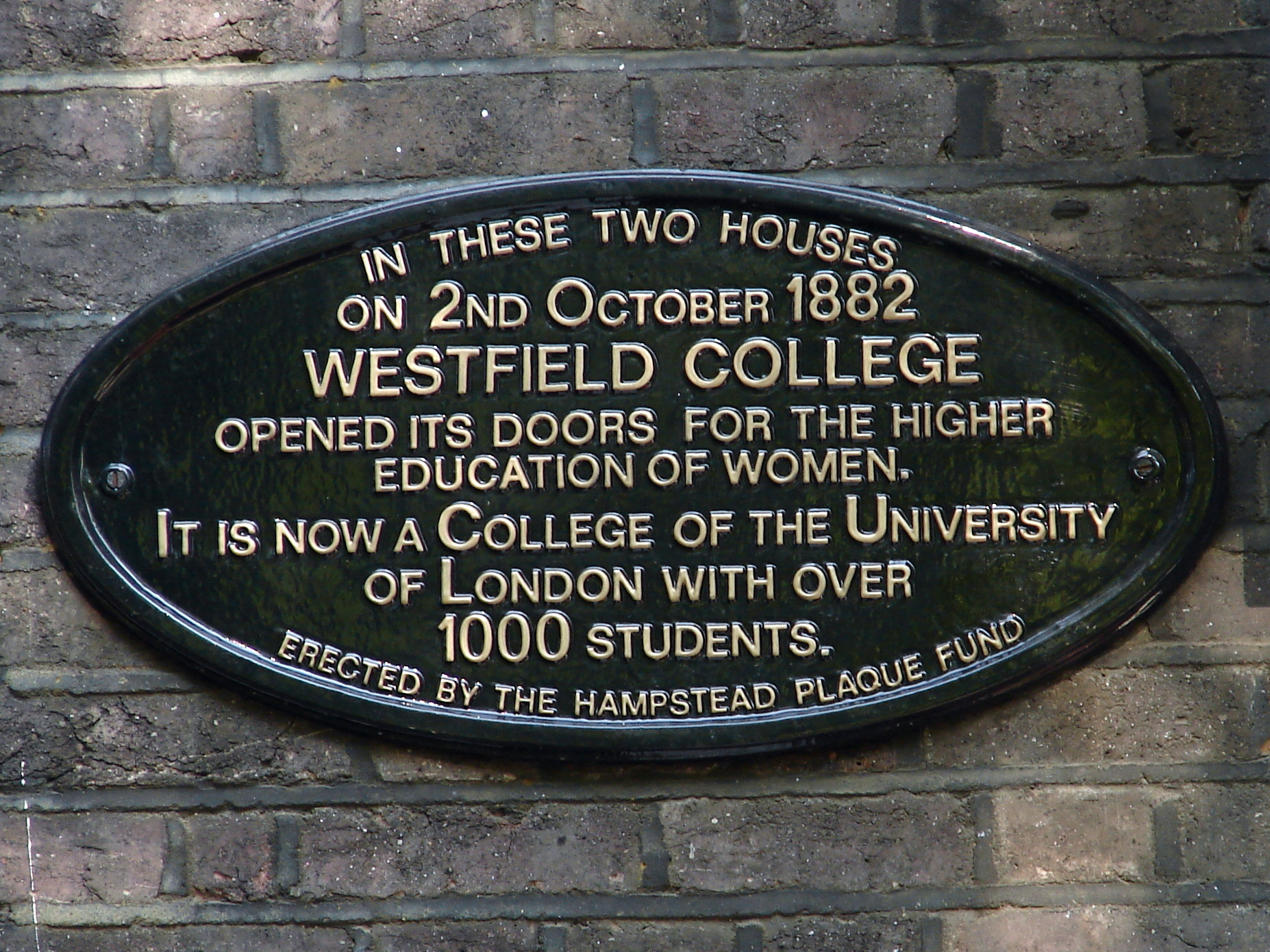
原校址的紀念銘牌

西菲爾德學院（Westfield College）是曾經的一所位於英國倫敦漢普斯特德Kidderpore Avenue的一所學院，1882年至1989年間為倫敦大學下屬學院。 原本是女子學院，1964年男女共學。1989年與倫敦大學瑪麗王后學院合併。而倫敦大學瑪麗王后學院在一些正式場合仍使用“Queen Mary and Westfield College”的名稱。
學院創始人是康斯坦斯·路易莎·梅娜德（Constance Louisa Maynard，1849–1935）和安·鄧迪·布朗（Ann Dudin Brown，1822–1917）。 合併後最初一些部門和職員還留在舊校區，1992年倫敦大學瑪麗王后學院的校址定在麥爾安德，一些職員隨之前往。但也有的前往皇家哈洛威學院等其他學院。學院南部的一些建築在1990年代被拆除，其餘留給了倫敦大學國王學院。

## 外部連結
- Jane Coker
- Karen Morgan Thomas mentioned in Hansard （页面存档备份，存于）
- Chris Mitchell
- Women@QM Project and Exhibition, a celebration of students and teachers （页面存档备份，存于）
- Westfield College student lists